# Paul Kecskemeti
Paul Kecskemeti (1901-1980) fue un escritor, politólogo y sociólogo estadounidense, de origen húngaro.
Fue autor de obras como Meaning, Communication, and Value (University of Chicago Press, 1952 ), Strategic Surrender: The Politics of Victory and Defeat (Stanford University Press, 1958), o The Unexpected Revolution: Social Forces in the Hungarian Uprising (Harvard University Press, 1961), sobre la revolución de Hungría de 1956, entre otras.